# Pterolophia ochreostictica
Pterolophia ochreostictica är en skalbaggsart som beskrevs av Stefan von Breuning 1938. Pterolophia ochreostictica ingår i släktet Pterolophia och familjen långhorningar.
Artens utbredningsområde är Filippinerna. Inga underarter finns listade i Catalogue of Life.